# تام کوین (مهندس موسیقی)
تامس جی. کوین (انگلیسی: Thomas J. Coyne؛ ۱۰ دسامبر ۱۹۵۴ – ۱۲ آوریل ۲۰۱۷) مهندس مسترینگ آمریکایی بود. او در طول حرفه‌اش ۱۰ جایزه گرمی برنده شد. او در ۶۲ سالگی بر اثر مولتیپل میلوما درگذشت.